# Ostanes pristis
Ostanes pristis är en spindelart som beskrevs av Simon 1895. Ostanes pristis ingår i släktet Ostanes och familjen krabbspindlar. Inga underarter finns listade i Catalogue of Life.